# Alexis Phelut
Pour les articles homonymes, voir Phelut.
Alexis Phelut, né le 31 mars 1998 à Beaumont, est un athlète français spécialiste du 3 000 m steeple, vice-champion d'Europe juniors en 2017.

## Palmarès
| Date | Compétition                   | Lieu     | Résultat | Epreuve     | Temps         |
| ---- | ----------------------------- | -------- | -------- | ----------- | ------------- |
| 2017 | Championnats d'Europe juniors | Grosseto | 2e       | 3 000 m st. | 8 min 53 s 73 |
| 2019 | Championnats d'Europe espoirs | Gävle    | 2e       | 3 000 m st. | 8 min 45 s 04 |

## Records
| Épreuve         | Temps         | Lieu     | Date        |
| --------------- | ------------- | -------- | ----------- |
| 3 000 m steeple | 8 min 18 s 67 | Belgique | 29 mai 2021 |